# Revenge (pel·lícula de 2017)
Revenge és una pel·lícula de thriller d'acció de violació i venjança francesa del 2017 escrita i dirigida per Coralie Fargeat i protagonitzada per Matilda Lutz, Kevin Janssens, Vincent Colombe i Guillaume Bouchède. La trama segueix una dona jove que és violada i deixada per morta al desert per tres homes, on es recupera i busca venjar-se d'ells. S'ha subtitulat al català.
Revenge es va estrenar l'11 de setembre de 2017 al 42è Festival Internacional de Cinema de Toronto, com a part de la secció Midnight Madness. La pel·lícula es va estrenar a les sales de cinema a França el 7 de febrer de 2018 per Rezo Films.

## Argument
Jen i Richard porten un helicòpter llogat a la seva casa de vacances de luxe segura al desert. El pilot li dóna a Richard una petita bossa de peiot. Jen és una jove i bella estatunidenca que vol traslladar-se a Los Angeles per perseguir els seus somnis i creu que Richard la pot ajudar. Ella el sedueix i, després, ell truca a la seva dona per registrar-se. L'endemà al matí, els amics de Richard Stan i Dimitri arriben d'hora per participar en una excursió de caça. Richard es veu obligat a presentar-los a Jen, ja que planejava que marxés abans que arribessin. Aquella nit, tots quatre de festa; Jen demana agafar el peiot, però en Richard declina, citant una anècdota que va sentir sobre un home que va agafar peiot i es va tallar la cama sense sentir-la. Ebria, Jen balla una rutina sexy. Quan Richard esgotat es nega a unir-se a ella, balla seductorament amb Stan.
Jen es desperta quan Richard està fora per al matí. Stan es torna agressiu quan ella rebutja els seus avenços i, finalment, la viola; Dimitri veu la violació però la ignora. Richard torna i renya Stan, però quan la Jen demana que la porti a casa, ell insisteix que ella es traslladi a Canadà pel seu compte. Quan Jen amenaça de revelar la seva relació amb la dona d'en Richard, Richard la dóna una bufetada i ella fuig cap al desert, perseguida pels tres homes. Aleshores, Richard la llença per un penya-segat i és empalada al tors per una branca d'arbre. Creient que Jen està morta, Richard assegura als seus amics que poden acabar el seu viatge abans que algú trobi el cos.
Jen recupera la consciència i, mentre sagna, és capaç d'alliberar-se dolorosament, però amb un tros de la branca de l'arbre encara enganxat pel tors. Quan els homes tornen, ella s'amaga. Quan s'acostava la nit, se separen per cobrir més terreny. Jen atrapa Dimitri sol, però ell li agafa la cara i la subjecta sota l'aigua. Ella li agafa el ganivet de caça i li clava a l'ull. Amb Dimitri mort, Jen agafa la seva escopeta i s'amaga en una cova. Recorda que té el peiot d'en Richard i l'agafa, abans d'entrar en un estat d'ànim elevat quan treu la branca i escalfa una llauna de cervesa al foc per cauteritzar la ferida. L'obra d'art de la llauna deixa una marca/cicatriu perfecta d'un fènix al seu ventre. Després d'una sèrie de malsons dels homes que la caçaven, Jen abandona la cova per buscar-los.
Richard i Stan troben el cos de Dimitri i el llencen a un forat poc profund. Stan agafa un SUV per continuar la caça, però mentre omple el dipòsit de gasolina, Jen l’embosca. Segueix un tiroteig sagnant, i Stan mor mentre intentava atropellar-la.
Després de no poder contactar amb Stan a la ràdio, en Richard torna a casa a velocitat i truca a un helicòpter perquè el reculli. Mentre es dutxa, sent un soroll. Jen el sorprèn i aconsegueix disparar-li a l'estómac. Els dos es persegueixen per la casa amb escopetes mentre la sang d'en Richard cobreix tots els pisos i parets. Malgrat la seva pèrdua de sang, Richard és capaç d'atrapar Jen i comença a estrangular-la. Jen força la seva mà al seu estómac exposat, i mentre ell està cridant de dolor, el mata a trets. Una Jen ensanguinada però triomfant surt de casa mentre sent l'helicòpter apropar-se.

## Repartiment
- Matilda Lutz com a Jen
- Kevin Janssens com a Richard
- Vincent Colombe com a Stan
- Guillaume Bouchède com a Dimitri
- Jean-Louis Tribes com a Roberto

## Producció

### Desenvolupament
Coralie Fargeat es va inspirar per fer una pel·lícula de venjança en la línia de Mad Max o Rambo, "amb personatges forts en un viatge fantasmagòric". Tot i que Fargeat era conscient del gènere cinematogràfic violació i venjança, no es va proposar fer una pel·lícula d'aquest tipus i mai havia vist I Spit on Your Grave, una de les pel·lícules més conegudes del gènere. Va dir Fargeat: "Volia treure aquesta història del gènere de horror No volia que Jen estigués cridant i patint durant tota la pel·lícula, intentant sobreviure. Volia que anés a un altre lloc i es transformés en un personatge genial i dolent." Una de les inspiracions de Fargeat va ser Steven Spielberg. pel·lícula Duel perquè aconsegueix generar tensió utilitzant "tan pocs elements: un cotxe, un camió i ja està".

### Rodatge
Revenge es va rodar en un lloc marroquí, escollit per l'aspecte indefinit i aïllat del seu desert. Fargeat va dir: "Hem hagut de trobar la vila, el desert i l'aigua al mateix país. Em va encantar la idea de no poder reconèixer exactament on és el desert." Un petit poble al fons de la vila no es va filmar "per crear la sensació que els personatges de la pel·lícula estan totalment sols".
La fotografia principal de la pel·lícula va començar el 6 de febrer i es va acabar el 21 de març de 2017.
De les primeres escenes de la pel·lícula que veuen Jen a través d'una mirada masculina i la mostren ballant amb homes, Fargeat va dir que això es va fer perquè "volia abraçar la imatge fascinant i polaritzadora de la Lolita. Jen pot ser buida i estúpida i un objecte de desig si ella vol, no hauria de conduir a [una agressió sexual]." Per a mi, això no és del que tracta la pel·lícula, així que no sentia la necessitat de fer-ho visualment important és considerada i tractada."

## Llançament
La pel·lícula es va estrenar al 42è Festival Internacional de Cinema de Toronto l'11 de setembre de 2017. Abans, Shudder va adquirir els drets de distribució de la pel·lícula. Més tard es va revelar que Neon distribuiria la pel·lícula en sales als Estats Units, abans de la seva estrena a Shudder.
La pel·lícula es va estrenar a França el 7 de febrer de 2018 per Rezo Films. Va ser llançada als Estats Units l'11 de maig de 2018, en un llançament limitat i a través de vídeo a la carta.

### Resposta crítica
Al lloc web de l'agregador de ressenyes Rotten Tomatoes, el 93% de les crítiques de 135 crítiques són positives, amb una valoració mitjana de 7,6/10. El consens del lloc web diu: "La venjança talla i retalla els tropes del gènere, treballant dins d'un marc d'explotació alhora que afegeix un gir feminista oportú, però mai menys que visceralment emocionant". Metacritic, que utilitza una mitjana ponderada, va assignar a la pel·lícula una puntuació de 81 sobre 100, basada en 23 crítics, indicant "aclamació universal"
TheWrap va elogiar Revenge per la seva subversió de tropes de violació i venjança i va acceptar la pel·lícula com una addició benvinguda al gènere des d'una lent femenina. Andrew Whalen de Newsweek va dir que la pel·lícula és "el més semblant a un conte feminista de violació i venjança des d' Ms.45 d’Abel Ferrara. A. O. Scott de The New York Times va escriure: "Roent, sagnant i elegant gairebé malgrat ella mateixa, Revenge és una síntesi d'explotació i feminisme". Alguns crítics van comparar la pel·lícula amb pel·lícules del nou extremisme francès com Haute tension i Martyrs. Christy Lemire de RogerEbert.com va premiar la pel·lícula amb tres i mig de quatre, i va escriure: "amb el director de fotografia Robrecht Heyvaert, Fargeat ha creat un paisatge infernal d'alt contrast, un lloc ple de perills i descobriments per igual".
Segons TheWrap, entre els tropes que Fargeat va subvertir hi havia la tendència de les pel·lícules anteriors a centrar-se en la violència feta a la víctima. Escrivint per a Variety, Scott Tobias va comentar: "El petit miracle de Revenge, un excepcionalment potent i primer llargmetratge segur de l'escriptora i directora francesa Coralie Fargeat, és que s'adhereix a la fórmula encara que se sent vigoritzant i nou, un viatge de força estilístic que també modifica la política sexual de manera significativa." Lemire va escriure: "Fargeat subverteix i coopta la mirada masculina, convertint-la en una cosa que és alhora lúdica i ferotge." April Wolfe a  TheWrap va apreciar que el personatge de Jen fos matisat i multicapa, barrejant "valentia" i "vulnerabilitat". Lutz també va ser elogiada per la seva actuació, i Tobias va dir que s'enfronta al repte emocional i dóna una "presència física que és indomable, com una fulla forjada al foc", i Lemire va escriure que és capaç d’ "[indicar] un gran arc de caràcters sense moltes paraules".
Revenge també es va destacar pel seu enfocament més gran en el tema del renaixement. David Sims de The Atlantic va escriure: "Fent l'ullet a banda el títol, aquesta és una pel·lícula més sobre la transformació i la transferència que la venjança... Fargeat està agafant una iconografia familiar i misògina i posant-la a bullir, traient tota la seva crueltat i nociència a la superfície. "Revenge" no serà una experiència que tots els espectadors puguin suportar, però com a peça d'horror extrem, és un debut intel·ligent i cridaner." Lemire va comentar que el procés de supervivència de Jen "requereix una gran suspensió de la incredulitat", encara que "Fargeat subratlla definitivament l'element "fantasia" del gènere fantàstic de la violació i la venjança, no sols a través de l'enginy de Jen, sinó també amb la manera onírica en què representa el seu viatge cap a recuperar el control."
En una ressenya més crítica, Lena Wilson de Slate va qüestionar si la pel·lícula encara es pot considerar feminista si s'ajusta als tòpics de les pel·lícules de violació i venjança, citant el vestit escàs de Jen al llarg de la pel·lícula com a un exemple. Wilson va argumentar: "Si la violació és el cim del menyspreu masculí per la vida femenina, què aconseguim presentant un protagonista que recull i interioritza aquesta indiferència violenta? La nostra protagonista es transforma, però passa d'una fantasia masculina a una altra: de damisela d'ulls oberts a heroi d'acció endurit." Kevin Maher de The Times va expressar un sentiment semblant: "Etiquetada com a 'pel·lícula feminista de violació i venjança', pren tots els principis tradicionals del més dubtós del gènere  i simplement els torna a fer."